# Euphaedra moderata
Euphaedra moderata är en fjärilsart som beskrevs av Heinrich Neustetter 1916. Euphaedra moderata ingår i släktet Euphaedra och familjen praktfjärilar. Inga underarter finns listade i Catalogue of Life.